# Antón Soler
Antonio Demetrio Soler Lozano (Madrid, España, 30 de marzo de 1966) es un exjugador español de baloncesto profesional. Con una altura de 2,05 metros ocupaba la posición de pívot.
Se formó en las categorías inferiores del CB Montaño de Bilbao y posteriormente de Maristas Bilbao  y del Joventut de Badalona. Toda su carrera deportiva transcurrió en distintos clubes de élite de España llegando a disputar un total de 10 temporadas de la liga ACB enrolado en las filas de cuatro equipos distintos: Joventut Badalona, Magia Huesca, CB Collado Villalba y Cáceres Club Baloncesto.
Llegó a ser internacional en las categorías inferiores de la Selección española con la que conquistó la medalla de plata en el Eurobasket Juvenil de Tubingenen 1983.

## Clubes
- Cantera Maristas Bilbao.
- Joventut Badalona. Categorías inferiores.
- 1982-83. Liga Nacional. Joventut Badalona.
- 1983-87. ACB. Joventut Badalona.
- 1987-89. ACB. Magia Huesca.
- 1989-92. ACB. CB Collado Villalba.
- 1992-93. ACB. Cáceres Club Baloncesto
- 1993-94. ACB. Argal Huesca.
- 1994-95. EBA. Vekaventanas Burgos.
- 1995-97. EBA. La Salle Mahón.
- 1997-98. LEB. Menorca Bàsquet.
- 1998-99. LEB. C.B. Los Barrios.
- 1999-02. Primera Autonómica. Jovent de Alayor.

## Palmarés
- Medalla de Plata en el Eurobasket Juvenil de Tubingenen 1983 con la Selección de española.
- Campeón de la Copa Príncipe de Asturias 1987 con el Ron Negrita Joventut.